# Швидецки, Ильзе
Ильзе/Ильза Швидецки (нем. Ilse Schwidetzky; 6 сентября 1907, Лисса, провинция Позен (ныне Лешно, Польша) — 18 марта 1997, Майнц, Германия) — немецкий антрополог польского происхождения, доктор (учёная степень), профессор(с 1961).

## Биография
Ильза была дочерью бургомистра Лиссы (Лешно) Георга (Ежи) Швидецки (1875-1952). Изучала историю, биологию и антропологию в университетах Лейпцига, Данцига (ныне Гданьск) и Бреслау (ныне Вроцлав). С 1930-х годов работала ассистентом Эгона фон Эйксштедта, одного из ведущих расовых теоретиков нацистской Германии.
В 1934 получила научную степень доктора философии (академическая степень, не имеющая прямого отношения к философии). В 1940 вышла замуж за бизнесмена Бернхарда Розинга, погибшего в результате бомбардировки Нюрнберга в 1944 году.
Работала в Антропологическом институте при университете в Майнце с 1946 г. вплоть до выхода на пенсию в 1975 году. Профессор антропологии с 1961 года. С 1949 редактировала журнал «Homo», посвященный вопросам антропологии. В 1961 была назначена директором Института антропологии в Майнце. В 1975 году получила статус почетного директора.

## Научная деятельность
В центре научным интересов Швидецки была популяционная биология жизни исторических народов. Принимала активное участие в нескольких крупномасштабных региональных экспедициях по сбору антропологических данных: в 1930 году — в Силезии, в 1937 г. - в Британской Индии, в 1950-х — 1970-х годах — в Вестфалии, Рейнланд-Пфальце, на Канарских островах и на Сардинии.
В 1966 организовала новаторский международный симпозиум по антропологии неолита. .
Изучала вопросы антропологии, в частности, «славянский вопрос». В 1938 году в Штутгарте вышла книга доктора философии, ассистента Антропологического института при Университете Бреслау Ильзы Швидецки «Расология древних славян» (Rassenkunde der Altslawen), в которой она делает заключение о том, что когда-то являвшиеся представителями «нордической» расы славяне к настоящему времени эту расовую составляющую утеряли.

## Членство в научных обществах
- Permanent Council der International Union of Anthropological and Ethnological Sciences (вице-президент с 1974 г.)
- Akademie der Wissenschaften und der Literatur, Mainz
- Société d’Anthropologie de Paris
- Anthropologische Gesellschaft, Vienna
- Société Royale Belge d’Anthropologie
- Sociedade de Geografia de Lisboa
- Sociedad Española de Antropologia Biologica
- Akademie für Bevölkerungswissenschaft Hamburg
- Herder-Forschungsrat, Marburg
- Deutsche Gesellschaft für Anthropologie und Humangenetik (1968–1970)
- University of Crete (почётный доктор с 1990 г.)

## Дети
- Дочь Ина Шпигель-Розинг (Ina Spiegel-Rösing), этнолог.
- Сын Фридрих Розинг (Friedrich W. Rösing), антрополог.

## Избранные труды
Автор многих монографий, книг и научных статей.

### Монографии
- Rassenkunde der Altslawen. Stuttgart 1938
- Rassenkunde des nordöstlichen Oberschlesien. (Kreise Kreuzburg, Rosenberg, Guttentag). Aus dem Anthropologischen Institut der Universität Breslau. Reihe: Rasse, Volk, Erbgut in Schlesien Heft 2. Priebatsch’s Buchhandlung, Breslau 1939
- Grundzüge der Völkerbiologie. Stuttgart 1950 (spanische Übersetzung 1953: Ethnobiologica)
- Das Problem des Völkertodes. Eine Studie zur historischen Bevölkerungsbiologie. Enke, Stuttgart 1954
- Das Menschenbild der Biologie Ergebnisse und Probleme der naturwissenschaftlichen Anthropologie. G. Fischer, Stuttgart 1959 (2. Auflage 1970)
- Die vorspanische Bevölkerung der Kanarischen Inseln. Beiheft zu Homo. Göttingen 1963 (span. Übersetzung 1963)
- zusammen mit Hubert Walter: Untersuchungen zur anthropologischen Gliederung Westfalens. Münster 1967
- Hauptprobleme der Anthropologie. Bevölkerungsbiologie und Evolution des Menschen. Rombach, Freiburg i.Br. 1971
- Grundlagen der Rassensystematik. BI, Mannheim 1974
- Rassen und Rassenbildung beim Menschen. Fischer, Stuttgart 1979
- zusammen mit I. Spiegel-Rösing: Maus und Schlange. Untersuchungen zur Lage der deutschen Anthropologie. Oldenbourg, München 1992.